# Luciana Val y Franco Musso
Luciana Val (Buenos Aires, 31 de enero de 1971) y Franco Musso (San Miguel de Tucumán, 10 de diciembre de 1974) son un dúo de fotógrafos argentinos. Trabajan juntos en proyectos comerciales y personales. Su trabajo es publicado en libros y revistas de moda alrededor del mundo.

## Biografía
Luciana Val y Franco Musso se conocieron mientras estudiaban en la Escuela de Bellas Artes Manuel Belgrano en Buenos Aires. Una vez graduados participaron de varias exhibiciones de arte y comenzaron a involucrarse en la fotografía como arte y como profesión. Se introdujeron en el mundo de la moda fotografiando notas editoriales y publicidades, y rápidamente fueron reconocidos por su particular estilo. Durante los años de 1990 Luciana Val se convirtió en editora de fotografía de la revista Superlab, una publicación independiente, mientras que Franco Musso comenzó su carrera como modelo, que lo llevó fuera del país para trabajar en desfiles y campañas internacionales.

## París
En 2002 Val y Musso se mudaron a París para escapar de la crisis económica de su país. Dos años después ganaron la 19.a. edición del Festival Internacional de Moda y Fotografía de Hyères con una serie de naturalezas muertas surrealistas. Desde entonces, su trabajo es frecuentemente publicado en reconocidas revistas como: 10 Magazine, Harper's Bazaar, Vogue Italia, Vogue Japón, Numéro, Numéro Tokyo, Vogue Rusia, Sunday Times, The New York Times, Vanity Fair UK, Vogue Turquía, y V Magazine. Su estilo sofisticado fue aprovechado en las campañas de muchas marcas de alta moda y artículos de lujo como Cartier, Chanel, Dior Joaillerie, Dom Pérignon, Givenchy, Gucci, Kate Spade, Lancôme, Lanvin, L'Oréal, Le Printemps, Louis Vuitton, Piper by Victor & Rolf, Repetto, Roger Vivier e Yves Saint Laurent, entre otros. En 2009 les encargaron realizar las fotografías para el arte de tapa del sexto álbum de estudio del dúo francés Air.

## Alicia en el país de las maravillas
Frecuentemente colaboran con los diseñadores argentinos Vero Ivaldi y Pablo Ramírez, con quienes trabajaron en un proyecto que acompañó el lanzamiento de la película Alicia en el País de las Maravillas de Tim Burton. Las imágenes creadas se exhibieron durante la Semana de la Moda de Buenos Aires, más tarde se remataron y las ganancias fueron destinadas a la Fundación Make-A-Wish.

## Trabajo
En 2012 trabajaron en el catálogo de la colección por el 111 aniversario de la tienda Bergdorf Goodman.Luego, trabajaron con la diseñadora Jessica Trosman en las campañas de JT, su más reciente emprendimiento. Las imágenes del catálogo, creadas por Val y Musso, fueron muy bien recibidas por medios líderes del mundo de la moda, como la revista AnOther.En 2014, la galería Printemps Haussmann, una de las tiendas departamentales más antiguas de París dedicada a artículos de lujo, los convocó para realizar las visuales de Navidad con productos Burberry. La misma galería había sido escenario de una producción del dúo para Vogue Italia, tapa de la edición Close-up en septiembre de 2012. En marzo de 2015 Val & Musso volvieron a estar a cargo de la producción de tapa para Vogue Close-up.

## Muestras
Durante los meses de julio y agosto de 2013 la ciudad de Buenos Aires llevó a cabo su primera gran retrospectiva dedicada exclusivamente al diseño de moda. Luciana Val y Franco Musso fueron convocados para realizar las fotos a exponer. La exposición tuvo cita en el Centro Cultural Recoleta y atrajo a más de 50 000 visitantes. Se publicó un catálogo con las fotografías del dúo para acompañar el evento.En septiembre de 2014, durante la Semana de la Moda de París, la galería Madé inauguró una exposición llamada Lullaby con fotografías surrealistas realizadas por Val & Musso, desde naturalezas muertas hasta retratos de moda.En abril de 2015, la Villa Noailles celebró el 30 aniversario del Festival Internacional de Moda y Fotografía en Hyères con una exhibición titulada Images de Mode (Imágenes de moda) que incluía trabajos realizados por fotógrafos ganadores del festival a lo largo de sus años de existencia.En septiembre de ese mismo año, en la ciudad de Rosario (Santa Fe, Argentina) se desarrolló la muestra Magia Negra, que reunió el trabajo de los fotógrafos junto al diseñador Pablo Ramírez, colaboradores desde hace años. Para la misma se recopilaron las imágenes más representativas de su trabajo juntos y además se realizaron nuevas imágenes. Entre ellas, una serie de retratos a actrices y figuras prominentes de la Argentina, titulada Mujeres y un video bajo el nombre La Intrusa a cargo del director Ignacio Masllorens y Guadalupe Gaona.Esta muestra, organizada por la Fundación Osde, viajó a la ciudad de Buenos Aires donde sumó algunas piezas creadas especialmente para este espacio. Un total de 78 fotografías, incluyendo dos murales, 6 ilustraciones, 45 trajes, un track de audio y un corto cinematográfico constituyen el total de lo exhibido. El diseñador y los fotógrafos comparten aspectos conceptuales y estéticos como la mirada sobre el pasado y las puestas en escena que confluyen dramatismo y síntesis.

## Libros
Su trabajo fue publicado en:
•	Dior: New Looks, Jerome Gautier (Autor), Harper Collins (Editorial), 2015, (ISBN 978-0062410887)
	•	Hair: Fashion and Fantasy, Laurent Philippon (Autor), Natasha Fraser-Cavassoni (Colaborador), Daphne Guinness (Colaborador), Thames & Hudson (Editorial), 2013, (ISBN 978-0500291085)
	•	Louis Vuitton: City Bags, Marc Jacobs (Colaborador), Florence Muller (Colaborador), Takashi Murakami (Colaborador), Rizzoli International Publications (Editorial), October 2013, (ISBN 978-0847840878)
	•	Louis Vuitton / Marc Jacobs: In Association with the Musee des Arts Decoratifs, Pamela Golbin (Editor), Yves Carcelle (Prólogo), Helene David Weill (Prólogo), Beatrice Salmon (Prólogo), Veronique Belloir (Colaborador), Rizzoli International Publications (Editorial). Abril 2012, (ISBN 978-0847840878)
	•	Dior Joaillerie, Michele Heuze (Autor), Victoire de Castellane (Prólogo), Rizzoli International Publications (Editorial), March 2012, (ISBN 978-0847837182)
	•	High Heels: Fashion, Femininity & Seduction, Valerie Steele (Autor), Tim Blanks (Autor), Philip Delamore (Autor), James Crump (Autor), Ivan Vartanian (Editor), Goliga (Editorial), wnero de 2012, (ISBN 978-1935202691)
	•	Mon carnet d'adresses, Chantal Thomass (Autor), Dominique Foufelle (Colaborador), Valérie Vangreveninge (Colaborador), Victoire Meneur (Colaborador), Editions du Chêne (Editorial), 2011, (ISBN 978-2812304781)
	•	Atlas of Fashion Designers, Laura Eceiza (Autor), Rockport Editorials (Editorial), septiembre de 2010, (ISBN 978-1592536610)
	•	Delvaux: 180 Years of Belgian Luxury, Hettie Judah (Autor), Vronique Pouillard (Autor), Lannoo Editorials (Editorial), abril de 2010, (ISBN 978-9020985993)
	•	Babeth, Babeth Djian (Photographer), Steidl (Editorial), noviembre de 2008, (Editorial), (ISBN 978-3865214829)